# عبد الله بن راشد هادي الخالدي
عبد الله بن راشد بن هادي الخالدي ولد في 24 محرم، 1394هـ بمدينة تبوك في المملكة العربية السعودية وهو عضو مجلس الشورى في الدورة السابعة ( 1438-1442هـ ) قائمة أعضاء مجلس الشورى السعودي (1438-1442هـ) وعضو في مجلس إدارة المركز الوطني لتنمية القطاع غير الربحي (ممثلا عن الجمعيات الأهلية) بقرار مجلس الوزراء الموقر 1443هـ وعضو مجلس أمناء مؤسسة سكن الأهلية – برئاسة معالي وزير الشؤون البلدية والقروية والإسكان 1443 حتى تاريخه اضافة الى عمله الرئيس التنفيذي الجمعية الخيرية لرعاية الأيتام بالمنطقة الشرقية (بناء) كما عمل مستشار لنائب أمير المنطقة الشرقية سابقاً صاحب السمو الملكي الأمير أحمد بن فهد بن سلمان بن عبد العزيز آل سعود - من العام 1442هـ  كما يشغل منصب رئيس مجلس الجمعيات الأهلية بالمنطقة الشرقية، وعضو مجلس إدارة مجلس الجمعيات الأهلية بالمملكة، ورئيس لجنة الاستراتيجية، وعضو اللجنة الإشرافية لجائزة التميز في العمل الخيري.[بحاجة لمصدر]

## الدراسة الجامعية
- ماجستير الاداب في علم الاجتماع من كلية الاداب جامعة الملك سعود بالرياض بتاريخ 29-03-1433هـ
- الزمالة الأوروبية العربية في إدارة المنظمات غير الربحية - المؤسسة الأوروبية العربية للدراسات العليا
- بكالوريوس في الاجتماع من جامعة الامام محمد بن سعود الاسلامية بتاريخ 26 - 02 - 1417هـ الموافق 02- 07 - 1996م
- دبلوم الإرشاد والتوجيه الطلابي من جامعة الامام محمد بن سعود الإسلامية
- دبلوم الإرشاد الأسري من كلية التربية جامعة الملك فيصل

## الحياة العملية[4]
- عضو مجلس الشورى اعتباراً من 3/3/1438هـ بناء على الأمر الملكي الذي قضى 'بإعادة تشكيل مجلس الشورى - الرياض 3 صفر 1438 هـ الموافق 2 ديسمبر 2016 م' 
- مديراً عام الجمعية الخيرية لرعاية الأيتام بالمنطقة الشرقية (بناء)
- عمل في جامعة الملك سعود وجامعة الإمام والعديد من الجمعيات الخيرية والإنسانية
- عضو لجنة الشؤون الاجتماعية والاسرة والشباب بمجلس الشورى 1438-1441 هـ 

## عضوية مجالس ولجان
- المشرف العام على "مبادرة بناء قدرات وتبادل خبرات العاملين في جمعيات الأيتام بالمملكة 2017م".[11] والتي أقيمت خلال الفترة 20-24 جمادي الأول 1438هـ برعاية صاحب السمو الملكي الأمير/ سعود بن نايف بن عبدالعزيز آل سعود أمير المنطقة الشرقية وحضور رئيس مجلس إدارة الجمعية صاحب السمو الملكي الأمير/تركي بن محمد بن فهد بن عبدالعزيز آل سعود

- عضو مجلس الشورى السعودي.[6][12]
- عضو لجنة الشؤون الاجتماعية والأسرة والشباب بمجلس الشورى السعودي.[13]
- مقرر مجلس رعاية الأيتام بمنطقة الرياض الذي يرأسه سمو أمير منطقة الرياض.
- المشرف العام على "مبادرة بناء قدرات وتبادل خبرات العاملين في جمعيات الأيتام بالمملكة 2016".[14]

- عضو الجمعية السعودية لعلم الاجتماع والخدمة الاجتماعية.
- عضو جمعية واعي للتوعية والتأهيل الاجتماعي.
- مندوب الجمعية كمنظمة غير حكومية في اجتماع منظمة الأمم المتحدة للطفولة اليونيسيف.
- عضو في تحكيم الإستراتيجية الوطنية للطفولة للمملكة العربية السعودية ممثلا للمنظمات غير الحكومية لعام 2009 م.
- رئيس وفد الجمعية لزيارة معالي أمين عام مجلس التعاون لدول الخليج العربي.
- رئيس مجلس إدارة صندوق التكافل الاجتماعي لموظفي وموظفات الجمعية الخيرية لرعاية الايتام بمنطقة الرياض.
- رئيس لجان حفل الزواج الجماعي لعدد (100) يتيم من ايتام الجمعية وذلك برعاية صاحب السمو الملكي الأمير/عبدالعزيز بن فهد بن عبدالعزيز.
- رئيس فريق إعداد الخطط السنوية للجمعية وفروعها للأعوام 1423-1433-1434هـ.
- المشرف العام على إستراتيجية محو الأمية بالجمعية.
- مندوب الجمعية في اجتماع المنظمة العربية لمحو الأمية المنبثقة من جامعة الدول العربية والذي عقد في إدارة التربية والتعليم (بنات) بمنطقة الرياض.
- باحث في كرسي إنسان لبحوث ودراسات الأيتام بجامعة الملك سعود بالرياض.
- رئيس فريق البحث الميداني لبحث الأطفال والأطفال الايتام بمدينة الرياض تحت إشراف كرسي إنسان للبحث العلمي 2011م.
- مستشار أسري حاصل على «دبلوم الإرشاد الأسري» من جامعة الملك فيصل.
- رئيس لجنة الإسكان والضيافة للمؤتمر السعودي الأول لرعاية الأيتام.

## العضويات التطوعية في الجمعيات الأهلية
- نائب رئيس مجلس إدارة جمعية السرطان السعودية.[15][16][17]
- عضو مؤسس جمعية مشورة للتنمية الاجتماعية.[18]
- عضو اللجنة التنفيذية بالجمعية السعودية للذوق العام.[19]
- مستشار المجلس الفرعي التخصصي لجمعيات الايتام بالمملكة.[20]
- عضو مؤسس جمعية الداير للخدمات الصحية.[21]

## المساهمات العلمية
1. مدى رضا المستفيدين عن خدمات الجمعية الخيرية لرعاية الأيتام بمدينة الرياض (إنسان ) : دراسة ميدانية بمدينة الرياض.[22][23][24]
2. مدى رضا المستفيدين عن خدمات الجمعية الخيرية لرعاية الأيتام بالمنطقة الشرقية (بناء).[25][26]

## الأعمال والإنجازات
- العمل على دارسة نظام العمل التطوعي بمجلس الشورى
- العمل على دراسة مقترح هيئة الجمعيات والمؤسسات الأهلية بمجلس الشورى
- دراسة نظام العمل التطوعي بمجلس الشورى
- دراسة تعديلات وتطوير نظام الجمعيات التعاونية
- عضو لجنة الصداقة البرلمانية بمجلس الشورى والقيام بزيارات رسمية برلمانية لـ (الكويت / الامارات العربية المتحدة / قيرغيزستان)[27]
- تمثيل مجلس الشورى في مؤتمر بالي للديمقراطية 2018 م بدولة إندونيسيا[28][29]

- تأسيس ورئاسة اللجنة التنسيقية لجمعيات الايتام بالمملكة 2018 م - 2019 م[30]

## الأوسمة والجوائز
- جائزة الكفاءة الإنسانية نظير جهوده العلمية والمهنية في مجالات العمل الإنساني لعام2017م 
- جائزة رائد التغيير في القطاع غير الربحي بالمملكة العربية السعودية لعام 2019 م. (منتدى الإدارة والأعمال العاشر) 
- جائزة الكفاءة العلمية في مجال رعاية الايتام - الشبكة الأقليمية للمسؤولية الاجتماعية مملكة البحرين لعام 2023م وذلك للجهود المقدمة في مجال رعاية الايتام 
- جائزة أفضل رئيس تنفيذي عربي، فئة العمل الإنساني لعام 2022م - المملكة المغربية - مراكش جوائز جلوبال العالمية .